# Corpus
Corpus este un film românesc din 2011 regizat de Laurențiu Damian. Rolurile principale au fost interpretate de actorii Anghel Damian.

## Distribuție
Distribuția filmului este alcătuită din:
- Anghel Damian — comentariu